# Parafia Dzieciątka Jezus w Warszawie
Parafia Dzieciątka Jezus w Warszawie – parafia rzymskokatolicka należąca do dekanatu żoliborskiego, archidiecezji warszawskiej, metropolii warszawskiej Kościoła katolickiego, w Warszawie. Obsługiwana przez księży archidiecezjalnych.

## Historia
Parafia erygowana 10 grudnia 1949 przez abp. Stefana Wyszyńskiego z części parafii Nawiedzenia Najświętszej Maryi Panny na Nowym Mieście oraz św. Stanisława Kostki na Żoliborzu. Dekret erekcyjny wszedł w życie 25 grudnia 1949. 

### Kościół parafialny
Kościół Dzieciątka Jezus został w 1948 urządzony w domu, w latach 1952–1954 powiększony przez ks. Bronisława Piórkowskiego, rozbudowany w latach 70. według projektu Władysława Pieńkowskiego.

## Duszpasterze
Z parafią Dzieciątka Jezus swoją pracą kapłańską związani byli duchowni: Roman Indrzejczyk, Edward Materski, Władysław Miziołek, Jerzy Modzelewski, Alojzy Orszulik, Antoni Pawłowski, Zbigniew Piasecki, Jerzy Popiełuszko, Jan Sikora i Jan Szymborski.

## Duszpasterstwo

### Odpust parafialny
Święto własne kościoła i wspólnoty (odpust parafialny) obchodzono 11 października we wspomnienie Macierzyństwa Matki Bożej, które podczas reformy Soboru Watykańskiego II zostało przeniesione na dzień 1 stycznia. Z tej racji w parafii od 30 grudnia do 1 stycznia każdego roku odbywa się czterdziestogodzinne nabożeństwo adoracji Najświętszego Sakramentu.

### Kult Św. Rity z Cascii
W parafii żywy jest także kult świętej Rity z Cascii, której łaskami słynący obraz znajduje się w kaplicy Miłosierdzia Bożego przy wejściu do kościoła. Szczególnie uroczyście obchodzony jest dzień wspomnienia św. Rity – 22 maja. W roku 2020 Kazimierz kardynał Nycz ustanowił ten dzień drugim odpustem parafialnym. 